# Жажда (филм, 1971)
Вижте пояснителната страница за други значения на Жажда.
„Жажда“ (на македонска литературна норма: „Жед“) е игрален социален филм от Република Македония от 1971 година, на режисьора Димитрие Османли по сценарий на Живко Чинго.
Главните роли се изпълняват от Ацо Йовановски, Дарко Дамевски, Драги Костовски, Ядвига Митревска, Коле Ангеловски, Неда Спасоевич, Павле Вуисич, Сабина Айрула, Снежана Стамеска.

## Сюжет
Сюжетът на филма проследява живота на жителите на спокойно село, което се издържа като мъжете заминават на гурбет редовно. В селото работят и живеят три учителки – младите девойки Елица, Мария и Николина. Всяка една от тях се опитва да намери смисъла на живота си и да намери своето място в селото. Основен проблем на селото е водоснабдяването. Водоносецът Марко носи водата от планински извор, който се намира твърде далеч. Марко е влюбен в Кате – момиче от бедно семейство. Сюжетът проследява вътрешните борби на всеки един от персонажите и развитието на живота им. Всяка от жените търси щастието и любовта. Монотонността на ежедневието е нарушено от пристигането на група минни инженери, които се установяват временно в селото.

## Награди
- 1971 Филмов фестивал, Ниш, Награди за актьорите Ацо Йовановски и Неда Спасоевич[1]